# Агитационная литература

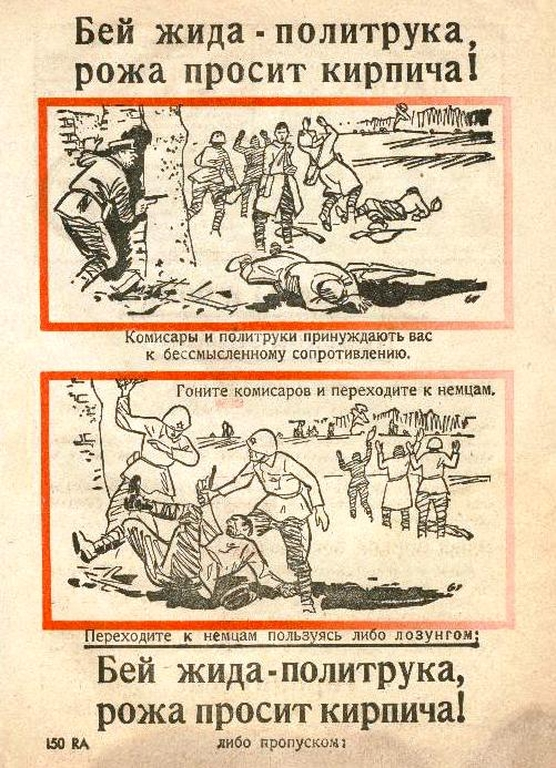
Одна из немецких агитационных листовок (лицевая сторона) с лозунгом «Бей жида-политрука, рожа просит кирпича!»

Агитацио́нная литерату́ра — совокупность художественных и иных литературных произведений, которые, воздействуя на чувства, воображение и волю людей, побуждают их к определённым поступкам, действиям.
Термин агитационная литература имеет в виду главным образом литературу, являющуюся средством агитации той или другой группировки общества, либо, в марксистском представлении — класса, — литературу, призывающую к непосредственным общественным действиям.
К иной агитационной литературе (нехудожественной) относится: печать периодическая и непериодическая: газеты, журналы, листовки, воззвания, лозунги, брошюры, памфлеты, книги и так далее.
Агитационную литературу ставят обычно рядом с пропагандистской. Разница между ними лишь количественная. «Пропагандист, — говорит Плеханов, — даёт много идей одному или нескольким лицам, а агитатор даёт только одну или только несколько идей, зато он даёт их целой массе лиц, иногда чуть не целому населению данной местности».
История агитационной литературы — это история общественного развития. Расцвет её главным образом падает на эпохи социальных катастроф, революционных взрывов. В революцию 1789, которая переместила центр тяжести общественной жизни из Версаля в Париж, из двора в салоны, на улицы, в кофейни и народные собрания, — газеты, памфлеты и речи составляли литературу эпохи — как указывает Лафарг (Lafargue P., «Die Legende von Victor Hugo», сб. «Искусство и литература в марксистском освещении», ч. 2).
Но агитационная литература создаётся и в другие времена. Первый в России — «Герцен развернул революционную агитацию (он издавал за границей бесцензурную политическую газету „Колокол“). Её подхватили… — разночинцы, начиная с Н. Г. Чернышевского и кончая героями „Народной воли“» (В. И. Ленин, Памяти Герцена, Собр. сочин., т. XII, ч. 1, М., 1925).
Крупным агитатором 1870-х годов был анархист Бакунин, который в одной из своих прокламаций призывал «идти в народ». В 1897 году выходит журнал «Новое слово», который впервые ведёт марксистскую агитацию. Среди агитационных марксистских произведений 1900-е годов особо выделяется издававшийся за границей журнал «Искра» во главе с Лениным и Плехановым. Канун революции (переворота) 1905 года знаменуется выходом ряда брошюр и листовок, призывающих к всеобщей политической забастовке.
В 1905 году издаётся первая легальная большевистская газета «Новая жизнь» при участии В. И. Ленина. В последующие годы создаются многочисленные образцы литературы кадетов, черносотенцев и так далее.
Следующий рост агитационной литературы, как легальной, так и нелегальной, отмечен после ленского расстрела рабочих (4 апреля 1911 года). Среди легальной выделяется большевистская «Правда».
В разгар империалистической войны, 1914—1918 годов, в России, как и в других воюющих государствах, выпускается в обилии военно-патриотическая литература, свою агитацию продолжают и большевики, например, издан «Манифест — воззвание к рабочим всего мира Циммервальдской конференции», происходившей 5 сентября 1915 года.
По мере приближения Февральской революции (переворота), а затем Октябрьской — усиливается распространение агитационной литературы на фронте. Периодические издания на оккупированной территории СССР в годы Великой Отечественной войны были практически полностью агитационной литературой.

## Нехудожественная агитационная литература
После Октябрьского переворота (революции) почти вся нехудожественная литература, начиная от декретов народных комиссаров и кончая книгой В. И. Ленина «Государство и революция», может быть причислена к агитационной литературе, она вся — призыв к революционному действию. Широкому размаху агитационной литературы способствовало то, что для её распространения были использованы агитпункты и агитпоезда и пароходы, которые развозили её по всей стране и по окопам фронтов.
Лаконически их выражала наиболее динамическая форма агитационной литературы — лозунги текущих кампаний.
В это время в государствах и странах Запада также издавалась агитационная литература, как патриотического содержания (в связи с продолжающейся империалистической войной), так и коммунистического, социал-демократического и прочего, например, «Коммунистический манифест» в котором содержался известный лозунг — «Пролетарии всех стран, соединяйтесь!».
Из нехудожественной агитационной литературе, выделяется литература, которая хотя и не была агитационной в собственном смысле этого слова, но сыграла агитационную роль. В России это знаменитое письмо В. Г. Белинского к Н. В. Гоголю (за чтением этого письма были арестованы петрашевцы, и 23 из них, в том числе и Ф. М. Достоевский, были приговорены к смертной казни). Белинский под видом эстетической критики касался общественных вопросов, и суд его над литературным произведением бывал часто приговором над действительностью. Эти приговоры косвенно агитировали, звали к борьбе.
В Германии Берне и Г. Гейне проводили свои политические взгляды под видом театральных рецензий . «Во Франции для просветителей XVIII века литература, — как указывает В. М. Фриче, — имела не самодовлеющее значение, а была не более как орудием пропаганды, средством борьбы против феодального порядка и средством распространения нового буржуазного мировоззрения. Поэзия, роман, драма, лирика превратились под их пером в публицистику» (Фриче В. М., «Очерк развития западно-европейской литературы», М. — Л.).
Нехудожественная агитационная литература, являясь одним из видов прозы, заимствует однако у поэтической литературы средства воздействия на психику читателя. Это в достигается в основном за счёт использования элементов поэтической стилистики — тропы, фигуры, эпитеты. Ими всегда пересыпана агитационная литература.
«Агитация во имя величайших идеалов стремится невольно сделаться возможно более художественной и образной, возможно ярче воплотиться в потрясающие душу формы» — писал А. В. Луначарский.
Великие публицисты-агитаторы были в то же время и крупными художниками слова. Вот как оценивает художественный дар Герцена Л. Толстой в одном из писем к В. Г. Черткову (от 9 февраля 1888): «Читаю Герцена и очень восхищаюсь и соболезную тому, что его сочинения запрещены: во-первых, это писатель — как писатель художественный, — если не выше, то уже наверное равный нашим первым писателям».
Наиболее распространённые агитационные жанры — статьи в газетах, воззвания и лозунги — отличаются краткостью, чёткостью, выразительностью и быстротой воздействия (после первого чтения).
Поэтические элементы, которые способствуют воздействию, как правило, не перегружают агитационного произведения. При их использовании обычно учитывается, насколько они могут быть восприняты, психология и культурный уровень читателя. Для агитационного произведения важна его звучность, особенно для лозунгов.
Важную роль в агитационном произведении играет также заголовок, который должен привлечь внимание читателя, выражая сущность призыва.

## Художественная агитационная литература
Необходимо отметить, что агитационным, в принципе, является почти любое художественное произведение. Писатель-поэт всегда стремится вызвать в читателе то же отношение, что и у него самого к изображаемым им явлениям, и те чувства, какие испытывает сам; он стремится привлечь читателя на свою сторону.
Яркими образцами художественной агитационной литературы являются произведения 1860-х гг., такие как роман «Что делать?» Чернышевского или «Шаг за шагом» Омулевского, герои которых находили полное удовлетворение в общественной деятельности; их устами писатели агитировали за эту общественную деятельность. Такую литературу необходимо оценивать также в историческом аспекте, например, в «Божественной комедии» Данте для современников были свои агитационные элементы, направленные против папства, которые в настоящее время актуального значения не имеют.
Под агитационным художественным произведением в собственном смысле подразумевается произведение-призыв, откликающееся на злобу дня, на политические события (отсюда художественная агитационная литература называется ещё политической поэзией).
Тема агитационного художественного произведения, чтобы быть интересной читателю, должна быть актуальной. Темы художественной агитационной литературы не «ёмки», то есть не приспособлены к изменчивости событий. Агитационное произведение не теряет своей живучести после события, породившего его, лишь в том случае, если оно выражает целевую направленность этого события и устремление в его борьбе за конечный идеал. Так случилось с «Интернационалом» коммунара Потье, не потерявшим своей актуальности и после гибели Парижской коммуны.
Большинство же агитационных произведений претерпевает метаморфозу: из боевого поэтического оружия они становятся трофеями истории. Такие трофеи оставили все революции.
Французская революция знаменуется появлением боевых агитационных песен Руже де Лиля («Карманьола», «Марсельеза»), Шенье («Походная песня»).
С эпохой реставрации Бурбонов связано имя автора агитационных песен — памфлетов — Беранже. Революция 1830 года дала «Ямбы» Барбье. В революции 1848 года выделяется поэт Дюпон. Особой популярностью среди рабочих пользовалась его «Песнь о хлебе». Парижская коммуна 1871 приносит упомянутый уже выше «Интернационал» Э. Потье и агитационные произведения Жана Клемана.
В Италии революционные произведения появились под влиянием французской революции. Наиболее известны гражданские трагедии Альфьери и роман Уго Фосколо — «Последние письма Якопо Ортиса».
К поэтам Германии, создавшим яркие образцы агитационной литературы 1840-х гг., относятся Гервег, Георг Верт, Гейне («Германия» и «Зимняя сказка»). Революция 1848 года в Германии выдвинула Фрейлиграта — одного из редакторов «Новой рейнской газеты».
Чартистское движение в Англии принесло агитационные песни Ч. Маккая, песни кузнеца Э. Эллиота («Песни против хлебных законов»); одна из них (переведённая К. Бальмонтом — «Семья английского пролетария») стала Марсельезой чартистского движения.
В 1860—1870-х гг. в России были широко известны литераторы, выступающие в поддержку существующего строя и создавшие яркие образцы агитационной литературы (см. произведения Каткова и «охранительные» романы Крестовского, Клюшникова, Маркевича и Лескова).
Поэтом-агитатором был декабрист Рылеев (его агитационные произведения — «Наливайко», «Войнаровский» и др.). 1840-е гг. выдвинули поэта из крепостных — Шевченко («Кобзарь»). В 1860-е годы создаёт агитационные произведения Некрасов. 1870-е годы дали великого сатирика Щедрина. В 1890-е годы можно отметить деятельность поэтов-агитаторов из рабочих: Шкулёва, Нечаева, Савина. В 1901 году появился «Буревестник» Горького (за его опубликование цензурой был закрыт журнал «Жизнь»).
В 1907 году выходит «Мать» Горького, в 1911 году в «Правде» появляются поэты-агитаторы, среди которых можно отметить популярного в то время поэта Демьяна Бедного.
Из создателей художественной агитационной литературы после Октябрьской революции 1917 года можно отметить уже упомянутого Д. Бедного, Безыменского, Жарова, Филиппченко. Поэтами-агитаторами были футуристы: Маяковский, Третьяков, Асеев и др.
К образцам агитационной литературы послереволюцинного периода относятся и многочисленные частушки — вид уличной поэзии, который весьма оживился в эти годы.
К агитационным художественным произведениям, созданным после интервенции и гражданской войны, относятся «Мятеж» и «Чапаев» Фурманова, «Железный поток» Серафимовича, «Неделя» Либединского, «Шторм» Билль-Белоцерковского, а также «Цемент» Гладкова.